# Les Galaxiales
Ne doit pas être confondu avec Les Intergalactiques.
Les Galaxiales est un ensemble de nouvelles écrites par Michel Demuth à partir de 1965. Dix-sept nouvelles paraissent dans divers magazines entre 1965 et 1979 avant d'être regroupées chez J'ai lu en deux tomes en 1976 et 1979.
Michel Demuth meurt avant de terminer la rédaction de l'ensemble des nouvelles qu'il a imaginé. Le cycle est complété, sous la direction de Richard Comballot, de treize nouvelles complémentaires écrites par différents auteurs francophones. Cette intégrale est publiée en 2022 aux éditions Le Bélial'.
Le premier tome a reçu le grand prix de l'Imaginaire en 1977 (section « Roman francophone »), tandis que L'intégrale est à nouveau récompensée en 2023 dans la section « Prix spécial ».
Les tableaux chronologiques des « Galaxiales » insérés en début de chacun des ouvrages parus en livre de poche évoquent une histoire de l'humanité de 2020 à l’an 4000. 
La spécificité du cycle est que toutes les nouvelles comportent un ou plusieurs détails circonstanciels sur des lieux, des technologies ou des personnages qui, ou bien avaient déjà été donnés dans des nouvelles précédentes, ou bien seront repris dans des nouvelles ultérieures.

## Publications
- Les Galaxiales, tome 1, J'ai lu, coll. « SF », no 693, 1976[2]
- Les Galaxiales, tome 2 - La Terre en ruine, J'ai lu, coll. « SF », no 996, 1979  (ISBN 2-277-11996-2)[3]
- Les Galaxiales, l'intégrale, Le Bélial', coll. « Kvasar », 2022  (ISBN 978-2-38163-067-0)[4]

- Le tome 1 regroupe les nouvelles L'Été étranger (2020), Les Grands Équipages de lumière (2030), Gamma-Sud (2060), Mantes (2061), Le Fief du félon (2063), Le Rivage bleu (2075), Aphrodite 2080 (2080), Les Tambours d'Australie (2095) et Haine-Lune (2114).

- Le tome 2 regroupe les nouvelles Relais sur Évidence (2120), Le Bataillon - Légende (2130), Castelgéa (2135), Contact en nadir (2140), L'Arbre de fureur (2150), La Course de l'oiseau Boum-Boum (2170), L'Île aux Alices (2180) et Elle était cruelle (2185).

- L'intégrale regroupe les nouvelles précédentes et complète le recueil de nouvelles inédites : Chanson pour givrer le temps (2195) de Michel Demuth et Ugo Bellagamba, Soleil rouge, soleil blanc (2200) de Christian Léourier, Je te vaporise (2300) de Colin Marchika, Aux forêts de Céziandre (2360) d'Olivier Bérenval et Richard Canal, Herbe Feu (2400 env.) de Joëlle Wintrebert, Chasse en Syrénie (2450 env.) de Christian Léourier, Les Médiateurs m'ont envoyé (2500 env.) de Michel Demuth, Les Hommes-Sœurs d'Hermonville (2500 env.) de Dominique Warfa, Sénémyane (2600 env.) d'Ugo Bellagamba, L'Homme en armes et l'âme en peine (2900 env.) de Dominique Warfa, Dans les cryptes du Toucan (3000 env.) de Jean-Jacques Girardot, Yragaël ou la Fin des temps (3200 env.) de Michel Demuth et Le Sceau de Syoïse (4000 env.) de Jacques Barbéri.

## Liste des nouvelles écrites par Michel Demuth

### L'Été étranger (2020)
- Première publication : revue Fiction no 140 (éd. OPTA), juillet 1965.
- Résumé de la nouvelle : 
  - La nouvelle se déroule dans une année 2020 de fiction. Grégoire Gregory se réveille de son long voyage en biostase. Le vaisseau spatial, qui comportait plusieurs caissons, a disparu et Gregory se retrouve seul à bord de son caisson. Où sont les autres membres de l'équipage ? Ont-ils été éjectés ? Il se retrouve sur une planète tellurique, avec un air respirable, sans doute une planète orbitant autour de Sirius, le but du voyage. Les conditions météo sont bonnes et le paysage alentour ressemble à un « été » : il fait beau et chaud.
  - Sortant du vaisseau, il explore les environs. Un extraterrestre monstrueux arrive : Gregory s'empare de son arme laser et le désintègre. Continuant son exploration, il rencontre un autre extraterrestre et, de nouveau, l'abat. Mais par la suite, d'autres extraterrestres arrivent et ripostent. Au moment où il est touché par un rayon et où il va mourir, Gregory aperçoit un panneau indiquant que, loin d'être arrivé sur Sirius, il se trouve en réalité sur Terre, en France, dans le département de la Nièvre.
  - On apprend alors que le vaisseau spatial avait connu, dès son lancement et alors que l'équipage venait d'être placé en biostase, un accident : les caissons avaient été éjectés, sauf celui de Gregory qui était retombé sur Terre. Gregory avait été réveillé brutalement, ce qui avait atteint ses fonctions cognitives. Les extraterrestres n'étaient que des humains, l'un conduisant un tracteur et l'autre pilotant un hélicoptère. On déplore de nombreux morts militaires et civils.
- Liens externes :
  - Fiche sur Noosfère
  - Fiche sur iSFdb

### Les Grands Équipages de lumière (2030)
- Première publication : revue Fiction no 145 (éd. OPTA), décembre 1965.
- Résumé de la nouvelle : 
  - La nouvelle se déroule dans une année 2030 de fiction. Un vaisseau spatial terrien a parcouru de nombreuses années-lumière et arrive non loin du système stellaire de destination. Mais un problème technique surgit : on n'arrive pas à éteindre le moteur atomique ! Alors un dilemme s'offre à l'équipage et aux colons : ou bien on continue le voyage jusqu'à un prochain système stellaire avec retour en biostase, le temps que le moteur atomique s'éteigne de lui-même, ou bien on débarque immédiatement sur la première planète tellurique venue, dont on ignore tout. Pendant ce temps, sur ladite planète tellurique, une « Conscience planétaire » issue du règne minéral et située au sein du noyau planétaire, a fait traverser à ses filaments la croûte planétaire et lancé des capteurs vers la surface, montant toujours plus haut vers elle. Au moment où le vaisseau spatial humain pénètre dans le système stellaire, la « Conscience planétaire » a projeté ses filaments exploratoires dans l'espace. Ayant détecté le vaisseau humain et son moteur atomique, la « Conscience planétaire » y trouve un bon moyen de se nourrir facilement et substantiellement. Le moteur atomique, privé de sa source d'alimentation, s'arrête alors : les Terriens, qui s'apprêtaient à évacuer en urgence le vaisseau, découvrent avec joie l'arrêt du moteur sans trouver d'explications rationnelles.
  - Pendant ce temps, la « Conscience planétaire » a fait pénétrer ses filaments exploratoires à l'intérieur du vaisseau. Elle y rencontre l'esprit d'un enfant. Cet enfant, placé en biostase, est étudié par l'esprit extraterrestre, lequel est étonné de découvrir une autre intelligence que la sienne. Mais la « Conscience planétaire » décide de quitter le vaisseau terrien pour se concentrer sur la planète la plus proche à conquérir. Alors qu'elle se retire du cerveau de l'enfant, ce dernier se réveille soudainement de l'état végétatif dans lequel il avait été plongé. Souffrant d'une violente douleur, l’esprit de l'enfant réagit instinctivement en envoyant un signal intense de colère et de haine aux filaments de la « Conscience planétaire ».
  - Cette dernière ne peut pas encaisser ce choc psychique auquel elle ne s'attendait pas et en meurt instantanément. Les humains ont donc été sauvés d'une catastrophe majeure par une « Conscience planétaire » dont ils n'ont jamais eu conscience de l'existence, et un ennemi potentiel est mort à leur contact, sans l'avoir jamais su.
- Liens externes :
  - Fiche sur Noosfère
  - Fiche sur iSFdb

### Gamma-Sud (2060)
- Première publication : revue Fiction no 146 (éd. OPTA), janvier 1966.
- Résumé de la nouvelle : La nouvelle se déroule dans une année 2060 de fiction. Les sections du récit alternent entre un discours de Jean Baumont de Serves et la conscience du lieutenant Paul Ciaggi. Jean Baumont de Serves fait une conférence de presse : il explique comment il a pu détruire la cité sous-marine de Gamma-Sud dans laquelle le tyran Malher avait trouvé refuge et d'où il gouvernait l'Europe. Pour cela, il a utilisé des Chéloniens de Vénus et utilisé l'esprit du lieutenant Ciaggi. En effet, il a fait implanter une partie de l'esprit de Ciaggi dans celui de la chef des tortues ayant commandé le groupe de tortues ayant piégé de microbombes la cité sous-marine.
- Remarque : Jean Baumont de Serves sera de nouveau évoqué dans la nouvelle suivante.
- Liens externes :
  - Fiche sur Noosfère
  - Fiche sur iSFdb

### Mantes (2061)
- Première publication : nouvelle inédite jusqu'en 1976 ; publication dans Les Galaxiales, tome 1, J'ai lu, coll. « SF », no 693, 1976.
- Résumé de la nouvelle : La nouvelle se déroule dans une année 2061 de fiction. Jean Baumont de Serves, évoqué dans la précédente nouvelle, a institué un régime monarchique en France. Un groupe de Résistants a décidé de le tuer au moyen d'une bombe : une jeune femme, Évelyne, a développé un cancer. On a mêlé aux germes du cancer un poison créé par le génie génétique. Quand Évelyne mourra, on la fera exploser : les germes du poison seront libérés dans l’air et empoisonneront tous les gens dans un rayon de plusieurs kilomètres. Le récit évoque le transport d'Évelyne de la Provence jusqu'en région parisienne, lieu prévu de l'attentat. Laurent, qui est le narrateur, évoque ses états d'âme : Jean Baumont de Serves sera certes tué, mais faut-il sacrifier plusieurs milliers ou centaines de milliers d'habitants dans l'opération terroriste envisagée ? D'autant plus que durant le trajet Laurent est tombé amoureux d'Évelyne. L'intervention épidémique a lieu à Mantes-la-Jolie (d'où le titre de la nouvelle).
- Liens externes :
  - Fiche sur Noosfère
  - Fiche sur iSFdb

### Le Fief du félon (2063)
- Première publication : revue Fiction no 141 (éd. OPTA), août 1965.
- Résumé de la nouvelle : La nouvelle se déroule dans une année 2063 de fiction. Hornmann, chargé d'une mission secrète, se rend au « Domaine Delichère » en Provence. Sur son chemin, il rencontre un homme, Albert Seyron. Après un conflit rapidement dissipé (le néo-républicain Seyron pensait que Hornmann était un royaliste adepte de Jean Baumont de Serves), les deux hommes se rendent au Domaine Delichère. Le soir, hors la vue de Seyron, Hornmann récupère un fin objet caché dans une pièce du Domaine. Mais Seyron, plus finaud que prévu, drogue Hornmann et s'empare de l’objet secret. Toutefois Hornmann a encore été plus malin que Seyron : ce dernier a été assommé par un piège que Hornmann avait installé. Une seconde longue discussion a lieu entre les hommes : on apprend que loin d'être un royaliste, Hornmann est un membre de la Confédération martienne (issue de la colonisation humaine sur Mars) et qu'il est venu récupérer ici un microfilm sur lequel Jacques Delichère avait inscrit le secret d'une invention révolutionnaire (la surpropulsion) permettant un voyage spatial quasi-instantané.
- Remarque : l'Effet Delichère sera évoqué dans la nouvelle suivante.
- Liens externes :
  - Fiche sur Noosfère
  - Fiche sur iSFdb

### Un Rivage bleu (2075)
- Première publication : revue Fiction no 153 (éd. OPTA), août 1966.
- Résumé de la nouvelle : La nouvelle se déroule dans une année 2075 de fiction. Frère Hyéronimus fait partie de l'Église de l'Expansion, une nouvelle religion propageant la doctrine de la colonisation infinie de l'espace par l’humanité. Il va être envoyé en mission loin de la Terre. Mais pour cela, il devra faire face à l'Effet de Labyrinthe : face à un déplacement instantané du corps grâce à l'Effet Delichère (cf. nouvelle précédente), l'esprit humain met un certain temps pour s'y adapter ; cela peut prendre plusieurs jours, semaines ou mois. Il doit vivre avec ses « démons intérieurs » pendant la durée de l'Effet de Labyrinthe, et cela ressemble à une sorte d'enfer psychologique intérieur. Pour Hyéronimus, ce démon intérieur s'appelle Patricia, jeune femme dont il est amoureux et qu'il n'a pas vue depuis plusieurs mois.
- Remarque : Frère Hyéronimus sera un personnage de la nouvelle suivante.
- Liens externes :
  - Fiche sur Noosfère
  - Fiche sur iSFdb

### Aphrodite 2080 (2080)
- Première publication : revue Fiction no 154 (éd. OPTA), septembre 1966.
- Résumé de la nouvelle : Il y a des guerres dans l'espace. La guerre vénusienne bat son plein. Guy Marquel est envoyé sur la planète Aphrodite, dans le système stellaire de Sirius, où il y a la guerre entre la Terre et la Confédération martienne. Il y rencontre des humains qui ont su s'adapter aux conditions spéciales de la vie sur cette planète. Il y fait aussi la connaissance de Hyéronimus Callerti, ex-membre de l'Église de l'Expansion, personnage principal de la nouvelle précédente, dont on apprend qu'il a subi l'Effet de Labyrinthe durant dix ans en temps subjectif, mais quelques minutes en temps objectif. Guy Marquel est venu avec le souvenir de sa compagne Claire. Mais il tombe sous le charme d'une humaine autochtone d'Aphrodite, oubliant peu à peu Claire.
- Liens externes :
  - Fiche sur Noosfère
  - Fiche sur iSFdb

### Les Tambours d'Australie (2095)
- Première publication : nouvelle inédite jusqu'en 1976 ; publication dans Les Galaxiales, tome 1, J'ai lu, coll. « SF », no 693, 1976.
- Résumé de la nouvelle : La guerre a lieu actuellement entre les Européens et les Pacifiens. Le cœur du conflit se déroule en Australie. Du « côté européen », on suit la vision de la guerre selon le Suisse Anton Yodrell ; du « côte pacifien », celle du Polynésien Marleha. Après être devenus amis, ils découvrent un être étrange dans la cave d'une habitation. Il y a aussi les activités occultes de Frère Rémy Dolomare, de l'Église de l'Expansion, envoyé par Frère Laizier en Australie. Frère Dolomare apprend, à la fin du récit, de la bouche de Frère Laizier, l'existence d'un accord secret passé avec des extraterrestres qui voulaient visiter la Terre. Un « Transmetteur » permettant le voyage spatial instantané avait été installé en Australie à cette fin.
- Liens externes :
  - Fiche sur Noosfère
  - Fiche sur iSFdb

### Haine-lune (2114)
- Première publication : nouvelle inédite jusqu'en 1976 ; publication dans Les Galaxiales, tome 1, J'ai lu, coll. « SF », no 693, 1976.
- Remarque : le titre de la nouvelle est un jeu de mots entre pleine lune et haine/lune.
- Résumé de la nouvelle : 
  - Une colonie humaine a été installée sur la lointaine planète Sainte-Léa-d'Outre-Ciel, près du système solaire de Vialle, dans la constellation de la Lyre. Mais les colons, à intervalles réguliers, sont pris de folie, de violence irrépressible et de peur à l'égard de leurs congénères. Ils se sont entretués et, aujourd'hui, il ne reste plus que trois colons : Irv’, Juliette et Fortmann.
  - Pendant ce temps, un vaisseau spatial de la Confédération Martienne se rapproche de la planète. À l'approche de la planète, des cas identiques se produisent : des membres de l'équipage (y compris le commandant) cèdent involontairement à la folie, à la violence, à la peur irraisonnée. On découvre vite que ces cas de folie passagère proviennent d'ondes télépathiques émis, non pas de la planète Sainte-Léa-d'Outre-Ciel, mais depuis son satellite naturel, d'un rouge écarlate. Le commandant ordonne l'envoi d'une expédition de reconnaissance chargée de faire cesser l'émission des ondes télépathiques délétères. Les membres de l'expédition sont vaccinés avec un produit, la psychine, qui empêche les ondes télépathiques de modifier le cours de la pensée. Le vaisseau se met en orbite autour du satellite : la planète est recouverte d'une couleur rouge. Des prélèvements de l'eau de mer sont effectués : l'eau contient des éléments très denses de vie. La lune contient, en quelque sorte, un vie primaire et globale. Toutefois les ondes télépathiques ne proviennent pas de cet océan rouge : elles proviennent d'un endroit très précis. Se rapprochant de cet endroit, les membres de l'expédition y découvrent un immense extraterrestre flottant sur l'eau.
  - L'arrivée de l'escouade humaine vient de tuer cet être. En effet ce sont les peurs humaines qui ont tué cet être, de même que jusqu'à présent, c'était la peur de cet être extraterrestre qui, synthétisée et diffusée par l'océan rouge symbiotique, avait causé des dégâts psychiques. La nouvelle se termine par le groupe des trois colons sur la planète Sainte-Léa-d'Outre-Ciel (Irv’, Juliette et Fortmann) qui retrouvent une sérénité psychique inattendue et bienvenue.
- Liens externes :
  - Fiche sur Noosfère
  - Fiche sur iSFdb

### Relais sur Évidence (2120)
- Première publication : nouvelle inédite jusqu'en 1979 ; publication dans Les Galaxiales, tome 2, J'ai lu, coll. « SF », no 996, 1979  (ISBN 2-277-11996-2), pages 9 à 43.
- Résumé de la nouvelle : La nouvelle évoque le voyage d'un vaisseau spatial entre la planète Silence et la planète Évidence, avec des considérations sur la politique stellaire et les luttes d'influence, notamment religieuses. La nouvelle ne développe pas d'intrigue à proprement dit ; elle n'a pas de dénouement clairement identifiable.
- Remarque : la planète Évidence sera le lieu de l’action de la nouvelle « L'Arbre de fureur (2150) ».
- Liens externes :
  - Fiche sur Noosfère
  - Fiche sur iSFdb

### Le Bataillon - Légende (2130)
- Première publication : nouvelle inédite jusqu'en 1979 ; publication dans Les Galaxiales, tome 2, J'ai lu, coll. « SF », no 996, 1979  (ISBN 2-277-11996-2), pages 44 à 76.
- Résumé de la nouvelle : À la suite de la guerre entre l'Europe et les États du Pacifique, la géographie de l'Europe a été modifiée : l'Italie et péninsule ibérique ont presque disparu et le sud de la France a été englouti sous les eaux. La ville de Lyon donne sur la Méditerranée. La nouvelle évoque l’arrivée de Bartney dans la ville de Lyon. Il vient de la Cité Légendes, sur Mars, où l'on adore les arts, le patrimoine, l’artisanat, etc. Son rôle est de recueillir des exemplaires du patrimoine lyonnais avant que la ville ne tombe sous les coups de ses ennemis (Pacifiens, Martiens). En effet, les ennemis Pacifiens se rapprochent et un débarquement des Martiens est évoqué avec insistance. Bartney va d'ailleurs devoir combattre un androïde martien.
- Liens externes :
  - Fiche sur Noosfère
  - Fiche sur iSFdb

### Castelgéa (2135)
- Première publication : nouvelle inédite jusqu'en 1979 ; publication dans Les Galaxiales, tome 2, J'ai lu, coll. « SF », no 996, 1979  (ISBN 2-277-11996-2), pages 77 à 94.
- Résumé de la nouvelle : En France, dans la région lyonnaise. Après l'invasion martienne, la Résistance s'organise. Les Résistants, terrés dans l'abri « Castelgéa », reçoivent l’aide de la Confédération de Rigel qui leur envoie un robot androïde prénommé Avro. L'androïde les aide à combattre les ennemis. Au fil des semaines, Avro se rapproche d'Évelyne, une enfant de 10 ans. Celle-ci demande un jour à Avro comment elle pourrait s'enfuir de la Terre et de la guerre. Avro lui explique que tous deux pourraient fusionner leurs esprits dans le cadre d'une « métacopie », et que par la suite Avro pourrait la faire « renaître » sur Rigel. Évelyne presse Avro de réaliser ce plan. Parallèlement, ils se rapprochent physiquement et Avro masturbe à plusieurs reprises Évelyne, lui faisant perdre sa virginité. Évelyne s'intègre dans l'esprit d'Avro. Les Résistants, découvrant Évelyne « morte » et quasiment dépucelée, condamnent Avro à la peine de mort : il va être démantelé. Avro accepte sans résister cette sentence. Le métal d'Avro a été broyé avec soin. Toutefois, l'esprit d'Avro persiste dans les cristaux mémoire indestructibles qui remontent vers le vaisseau. Il est accompagné de Évelyne: « Tu connais un jeu ? ».
- Remarque : le récit se poursuit dans la nouvelle suivante : « Contact en nadir (2140) ».
- Liens externes :
  - Fiche sur Noosfère
  - Fiche sur iSFdb

### Contact en nadir (2140)
- Première publication : nouvelle inédite jusqu'en 1979 ; publication dans Les Galaxiales, tome 2, J'ai lu, coll. « SF », no 996, 1979  (ISBN 2-277-11996-2), pages 95 à 98.
- Article connexe : Nadir.
- Remarques : 
  - il s'agit d'une micronouvelle de quatre pages.
  - le récit est la suite de la nouvelle précédente « Castelgéa (2135) ».
- Résumé de la nouvelle : Sur Rigel, un pêcheur de débris spatiaux dit avoir remonté dans ses filets depuis l'atmosphère terrestre un débris qui semble avoir contenu la personnalité fusionnée (« métacopie ») d'une fillette terrienne et d'un androïde de Rigel. Le pêcheur discute avec quelqu'un (rigelien ? humain terrien ? martien ? androïde ?) qui s'intéresse à cette affaire et qui dit s'appeler « Dorénavant ». Mais ce personnage mystérieux ne serait-il pas Avro ?
- Liens externes :
  - Fiche sur Noosfère
  - Fiche sur iSFdb

### L'Arbre de fureur (2150)
- Première publication : nouvelle inédite jusqu'en 1979 ; publication dans Les Galaxiales, tome 2, J'ai lu, coll. « SF », no 996, 1979  (ISBN 2-277-11996-2), pages 100 à 113.
- Résumé de la nouvelle : Sur la planète Évidence, les enfants Jac et Jil recherchent des joyaux précieux qui, dit-on, permettent d'avoir des visions du passé. Ils rencontrent un étranger, qui dit se surnommer « L'Arbre de fureur ». L'homme demande aux enfants de lui montrer le dernier joyau qu'ils ont trouvé. L'homme regarde le joyau et leur annonce que ce joyau, loin de montrer une image du passé, montre une image de l’avenir. Il leur restitue le joyau. Plus tard, les enfants regardent le joyau : ils n'y voient qu'un noir profond.
- Liens externes :
  - Fiche sur Noosfère
  - Fiche sur iSFdb

### La Course de l'oiseau Boum-Boum (2170)
- Première publication : revue Fiction no 159 (éd. OPTA), février 1967.
- Seconde publication : Les Galaxiales, tome 2, J'ai lu, coll. « SF », no 996, 1979  (ISBN 2-277-11996-2), pages 114 à 160.
- Résumé de la nouvelle : Sur la planète Miage, le directeur de la colonie, Chafiro, a des problèmes avec cinq espèces autochtones : les Taupes, les Frelons, les Araignées, les Aiguilles, les Oiseaux Boum-Boum. La colonisation humaine est entravée par ces espèces endémiques qui, ou bien tolèrent voire ignorent les humains, ou bien à certains moments se montrent agressives à leur encontre. Kellus Berg, spécialisé en ornithologie, est envoyé sur Miage pour étudier spécialement les mœurs et les comportements de « l'Oiseau Boum-Boum ». Il s'agit d'une animal de deux mètres de hauteur, sans ailes, ressemblant de loin à une grosse autruche. Dans certains cas, son cri ressemble à une vocifération « Boum-Boum » d'où le surnom. Kellus se met à étudier l’un de ces animaux et, en quelque sorte, l'apprivoise. Il se rend compte que l'animal est réceptif aux ondes-radio. Il fait diverses expériences pour savoir à quels moments l'animal est coopératif avec les humains, ou au contraire est agressif. Après plusieurs mois d'études, Kellus informe Chafiro d'une théorie inattendue : Boum-Boum est un androïde créée par le génie génétique d'une antique civilisation extraterrestre.
- Liens externes :
  - Fiche sur Noosfère
  - Fiche sur iSFdb

### L'Île aux Alices (2180)
- Première publication : nouvelle inédite jusqu'en 1979 ; publication dans Les Galaxiales, tome 2, J'ai lu, coll. « SF », no 996, 1979  (ISBN 2-277-11996-2), pages 161 à 212.
- Résumé de la nouvelle :
- Liens externes :
  - Fiche sur Noosfère
  - Fiche sur iSFdb

### Elle était cruelle (2185)
- Première publication : nouvelle inédite jusqu'en 1979 ; publication dans Les Galaxiales, tome 2, J'ai lu, coll. « SF », no 996, 1979  (ISBN 2-277-11996-2), pages 213 à 254.
- Résumé de la nouvelle :
- Liens externes :
  - Fiche sur Noosfère
  - Fiche sur iSFdb

## Liste des nouvelles écrites par d'autres auteurs
- Chanson pour givrer le temps (2195) de Michel Demuth et Ugo Bellagamba
- Soleil rouge, soleil blanc (2200) de Christian Léourier
- Je te vaporise (2300) de Colin Marchika
- Aux forêts de Céziandre (2360) d'Olivier Bérenval et Richard Canal
- Herbe Feu (2400 env.) de Joëlle Wintrebert
- Chasse en Syrénie (2450 env.) de Christian Léourier
- Les Médiateurs m'ont envoyé (2500 env.) de Michel Demuth
- Les Hommes-Sœurs d'Hermonville (2500 env.) de Dominique Warfa
- Sénémyane (2600 env.) d'Ugo Bellagamba
- L'Homme en armes et l'âme en peine (2900 env.) de Dominique Warfa
- Dans les cryptes du Toucan (3000 env.) de Jean-Jacques Girardot
- Yragaël ou la Fin des temps (3200 env.) de Michel Demuth
- Le Sceau de Syoïse (4000 env.) de Jacques Barbéri